# Кардозо, Ромуло
Ромуло Жозе Кардозо да Круз (порт. Rômulo José Cardoso da Cruz, более известный как Ромуло Кардозо порт. Rômulo Cardoso; род. 8 февраля 2002, Мариалва, Парана) — бразильский футболист, нападающий немецкого клуба «РБ Лейпциг».

## Клубная карьера

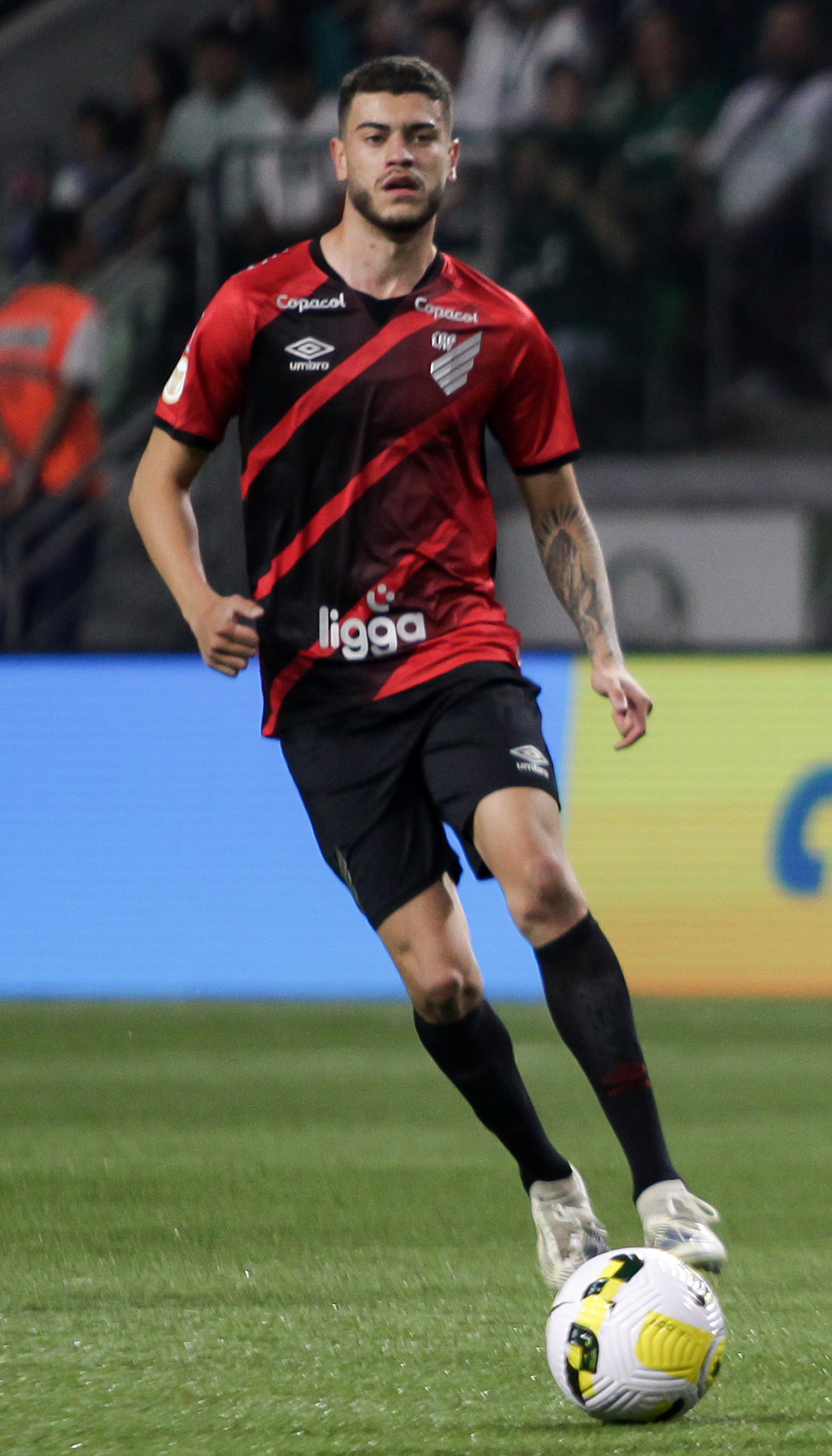
Ромуло в составе «Атлетико Паранаэнсе»

Кардозо — воспитанник клубов «Маринга» и «Атлетико Паранаэнсе». 16 ноября 2021 года в матче против «Атлетико Минейро» он дебютировал в бразильской Серии A в составе последних. 23 января 2022 года в поединке Лиги Паранаэнсе против «Параны» Ромуло забил свой первый гол за «Атлетико Паранаэнсе». 6 июля в матче Кубка Либертадорес против парагвайского «Либертада» он забил гол. В 2023 году игрок помог клубу выиграть Лигу Паранаэнсе. 5 мая в матче Кубка Либертадорес против «Либертада» Кардозо забил гол.

## Достижения
«Атлетико Паранаэнсе»
- Победитель Лиги Паранаэнсе: 2023